# 후지무라 신이치
후지무라 신이치(일본어: 藤村新一, 1950년 5월 4일 미야기현 ~ )는 고고학 유물을 조작한 것으로 유명한 일본의 아마추어 고고학자다.

## 사기극
후지무라 신이치는 자신이 미리 만든 유물을 발굴 예정 장소에 몰래 묻고 나중에 공식 발굴 작업을 통해서 찾아내는 방식을 사용했다. 후지무라의 유물 조작 사건은 일본 고고학계를 발칵 뒤집었으며 교과서에 실린 그의 업적을 변경하는 등 큰 홍역을 치러야 했다.
1972년에 후지무라는 고교 졸업 후 고고학을 독학하고 유물을 찾으러 다니기 시작했다. 당시 그는 화학회사에서 연구원으로 근무하고 있었다. 1981년 미야기(宮城) 현 사사라기(座散亂木) 유적지에서 4만 년 전 유물을 발굴하면서 전국적으로 유명해지기 시작했다. 가장 오래된 유물이 3만 년 전의 유물이었던 일본 고고학계에서는 그의 발견에 크게 고무되었고 결국 그는 일본에 최초 인류가 60만 년 전에 출현했다는 주장을 뒷받침할 수 있는 유적을 여럿 발굴했다. 그가 발굴하기만 하면 엄청난 유물이 쏟아져 나왔기 때문에 “신(神)의 손”이라고 칭송받기도 했다. 특히 후지무라가 일본에서 전기 구석기 시대의 유물을 발굴하면서 일본인의 기원에 대한 기존 학설보다 더 오래전부터 일본에 구석기 문화가 존재했다는 것을 입증하는 증거로 사용되었다. 나중에는 이런 업적을 인정받아 도호쿠(東北) 구석기문화연구소 부이사장의 직책까지 맡았다.

### 사기극 폭로

가짜 유물을 몰래 묻다가 찍힌 사진

하지만 후지무라 신이치의 유물 발굴은 사실이 아닌 것으로 밝혀졌다. 마이니치 신문의 한 간부는 후지무라 신이치의 부정을 제보하는 전자우편을 받았다. 사실 확인 결과 충분히 근거가 있다는 결론을 내리고 2000년 8월부터 본격적인 조사를 시작했다. 조작하는 과정을 정확히 기록하기 위해 일반 사진기 대신 동영상 카메라로 녹화하기로 했고 먼 거리에서 숨어서 촬영하는 방식을 택했다. 2000년 9월 5일 미야기(宮城) 현 가미타카모리(上高森) 유적지에서 선명하지는 않지만 자신이 만든 유물을 몰래 묻는 현장을 촬영하면서 의혹이 사실로 확인됐고 결국 10월 22일 아침에 정확한 현장을 촬영하는 데 성공했다. 그러나 본인이 부인할 것을 우려하여 11월 4일 센다이 시의 한 호텔에서 인터뷰를 가져서 본인에게 직접 확인하기로 했다. 영문도 모른 채 인터뷰 장소에 나온 후지무라는 약 40분간 자기 자랑을 늘어놓았는데 이를 듣고만 있던 취재팀장이 “보여드리고 싶은 영상이 있다”라면서 후지무라가 몰래 유물을 파뭍는 모습을 VCR로 틀었다. 후지무라는 10분간 아무 말이 없다가 “전부 조작한 것은 아니다. (그러니까 조작은 했다.) 마(魔)가 낀 것 같다.”라면서 조작을 인정했다.
이 사건으로 후지무라가 발굴한 유물에 대한 정밀 조사가 벌어져 가짜로 판명된 유물들은 국가 사적 지정이 취소되었고 교과서에 언급된 내용도 당연히 삭제되었으며 후지무라 본인도 고고학계에서 추방되었다. 그의 책을 출판한 고단샤에서도 도서 환수 조치, 와시오 켄야당시 편집이사의 자진 사퇴로 책임을 지는 등 후지무라의 유물 발굴 조작 사건은 일본 출판계에도 타격을 주었다.
사실 후지무라 교수의 발굴은 초기부터 많은 의혹을 받아왔다. 방금 파낸 유물에 마른 흙이 묻어 있다든지, 뗀석기를 만든 수법이 수십만 년 전의 것이 아니라든지, 30킬로미터 떨어진 곳에서 발견된 석기들의 아귀가 정확하게 들어맞는다는 등 이상한 점이 많아서 여러 차례 지적이 있었으나, 사람들의 관심을 받지 못했고 언론에는 제대로 보도되지 않았다. 일부 일본인들은 후지무라의 발굴 결과에 열광해 왔으나 결국 모두 조작극이었음이 판명되었다.

## 같이 보기
- 필트다운인